# なべやかん
なべやかん（1970年〈昭和45年〉8月22日 - ）は、日本のお笑いタレント・俳優・演出家・プロレスラー・元パワーリフティング日本代表。所属事務所はゴッデス・エンターテイメント。身長156cm。東京都出身。

## 来歴・人物
本名は渡辺 心（わたなべ しん）。なべおさみ・笹るみ子夫妻のもとに出生。姉がひとりいる。
平子理沙とは成城学園初等学校の同級生（小学4年生まで）。雨宮塔子と鶴田真由、中山泰秀は成城学園高等学校の同級生。なお、高校3年で留年し、大西祥平と同じクラスになった。中学・高校時代はラグビー部に所属していた。
成績不振で1年留年した上に成城大学への内部進学もできず、他大学への受験もことごとく失敗し2年浪人した（通算3浪）。1991年、彼の父親・なべおさみが明治大学の替え玉受験を行い、後に「明治大学替え玉受験」と報道され、当時のワイドショーネタとして大々的に採り上げられた。なお、おさみによれば替え玉受験の願書を提出したのは明大二部の商学部で、相撲部への推薦という形であった。
この事件によりおさみがバッシングに遭うなど喧騒の中で、おさみは由利徹に息子の庇護・師事を求め、「しばらく付け人として由利のもろもろの世話を…」という形でやかんの芸能界生活がスタートする。しかし、替え玉受験の件もあり、親の七光りで芸能界入りしたことには疑問の声が多かった。
その後、由利の元を離れたけし軍団に加入する。フジテレビ系深夜番組『北野ファンクラブ』に出演した際に「替え玉受験で大騒ぎになっている時、実は知り合いのマンションに潜伏していたが、そのマンションの目の前が『身代り不動尊』でした」と述懐して師匠のビートたけし・高田文夫両名に「懲りない奴だなコイツは!」と突っ込まれたことがある。たけし軍団入りが大きな話題になったためにそれが芸能活動のスタートという印象が強く、前述の由利徹の付き人経験はあまり知られていない。
芸名のなべは父の芸名から、やかんは明大二部（＝夜間学部）商学部の裏口入学に失敗したことを、「なべ」と同じく台所道具である「やかん」に引っ掛けて命名。本名は、渡辺晋の音を借りたものである。
2007年（平成19年）後半には自身のブログでの発言が様々な話題を巻き起こした。10月11日にWBC世界フライ級タイトルマッチが行われた際には挑戦者であった亀田大毅のボクシングスタイルと数々の反則行為に対して痛烈に批判。反則行為を行った亀田に対する批判に加え、芸能人という立場でありながら、番組制作サイドの姿勢についても厳しく言及するなどの毅然とした内容であり、これに対し賛否を含め大きな反響が巻き起こった。また11月13日に行われた、落語家の春風亭小朝、泰葉夫妻の離婚会見については、かなり過激な表現（「泰葉は放送禁止」「海老名家はおかしい」「泰葉は奈良の騒音おばさんと同じ類の人間」等）を用いて批判したため、一部擁護の意見以外非難が殺到し同ブログが炎上した。
なお、以後もブログの更新は続いており、その過激な発言への反響については当初ノーコメントを貫いた上新しい記事にはブログ読者の書き込みを禁止して、騒動を黙殺するかのような動きも見えたが、後にその件について自身の見解をブログ上で発表し、書き込み欄の復活と共に事態は一応の終息をみせてはいる。
エフエム茶笛のDJ兼ディレクターを務めていた、やかんより約10センチ背の高い8歳年下の荻野真理と婚約、2014年（平成26年）4月に結婚予定であることを発表した。
2015年（平成27年）には特撮テレビドラマ『武蔵忍法伝 忍者烈風』を監督。撮影、出演も務めている。
2015年に赤坂に、父親であるおさみと共に監修を務める「おなべと地酒、鍋ごころ」という鍋料理専門店をオープン。
2017年（平成29年）から2018年（平成30年）にはテレビドラマ『妖ばなし』に監督・脚本・撮影・出演として参加。このドラマの第16話では、自らの監督・脚本回に、父おさみも出演している。
2018年3月31日付で恩人のビートたけしがオフィス北野を退社するのに合わせ、同日付で自身も事務所を退社した。
2018年4月24日、「ベストボディ・ジャパンプロレス」の設立記者会見にて、「本格的にプロレスデビューする」ことを表明。
2018年12月1日より芸能事務所ワイエムエヌに所属。やかんの紹介でなべおさみがワイエムエヌ関係者と繋がりが出来、業務提携。その関係でやかんの加入きっかけとなった。
2021年（令和3年）3月31日、ワイエムエヌを退社。同年4月8日より12月末までゴッデス・エンターテイメントに所属。
2022年2月（令和4年）、生島企画室（後のFIRST AGENT）に所属したが、2025年（令和7年）2月末で同社を退社し、ゴッデス・エンターテイメントに復帰した。同年1月の発覚した生島ヒロシのパワハラ問題とは、たまたまタイミングが被っただけで無関係だという。

### パワーリフティング
パワーリフティングに傾倒し、世界選手権に日本代表として出場。1998年にアジアベンチプレス大会での優勝や1998年および1999年の世界パワーリフティング選手権のベンチプレス種目での準優勝など、国際大会で活躍。また全日本パワーリフティング選手権でも1998年,1999年,2000年が準優勝、2001年、2002年には優勝と、安定した成績を収めた。「たまたま僕の階級は競技人口が少なく、大会で参加者5人中1番になっただけだ」等、本人がしばしばトークのネタにしている。

#### 主な記録・成績
1997年
- 関東ベンチプレス大会（茨城） 優勝

1998年
- Los Angeles Open（アメリカ）ベンチプレス部門　優勝
- オールジャパンパワーリフティング（神奈川）　2位
- 第10回全日本ベンチプレス選手権大会（島根）　2位
- アジアベンチプレス大会（台湾） 優勝
- 第27回全日本パワーリフティング選手権大会（秋田） 2位
- 世界パワーリフティング選手権大会（ウクライナ） 総合7位・ベンチプレス部門2位

1999年
- 第11回全日本ベンチプレス選手権大会（愛知）　2位
- 第28回全日本パワーリフティング選手権大会（神奈川）　2位
- 世界パワーリフティング選手権大会（イタリア）　総合6位・ベンチプレス部門2位

2000年
- 第29回全日本パワーリフティング選手権大会（神奈川）  2位

2001年
- 第30回全日本パワーリフティング選手権大会（神奈川） 優勝
- 第6回ワールドゲームズ“パワーリフティング・軽量級”（秋田） 5位
- 世界パワーリフティング選手権大会（フィンランド） 総合6位・ベンチプレス部門2位

2002年
- 第31回全日本パワーリフティング選手権大会（神奈川）　優勝
- 世界パワーリフティング選手権大会（スロバキア）　総合5位・ベンチプレス部門3位・デッドリフト部門3位

2004年
- 第33回全日本パワーリフティング選手権大会・56kg級（神奈川）　優勝

※2001年ワールドゲームズは軽量級、2004年は56kg級、それ以外はすべて52kg級

### プロレス
2018年8月5日、ベストボディ・ジャパン協会設立の「ベストボディ・ジャパンプロレス」品川プリンスホテル・ステラボール大会で、プロデビュー。デビュー戦の相手は飯野雄貴＆大鷲透、伊橋剛太組（パートナーは大和ヒロシ、澤木一貴）。10月18日にプロ第2戦となる大石真翔＆旭志織組と対戦（パートナーは政宗）。

#### タイトル歴
ベストボディ・ジャパンプロレス
- 初代BBWタッグ王座（パートナー　島谷常寛）
- 第2代BBW無差別級王座
- 初代BBW6人タッグ王座（パートナー　谷口智一　島谷常寛）

DDTプロレスリング
- 第4代KO-D8人タッグ王座（パートナーは高木三四郎＆力＆納谷幸男）

### コレクター
芸能界でも指折りのキャラクターグッズコレクターであり、スター・ウォーズやゴジラをはじめとする特撮映画で用いたコスチュームなど、マニア垂涎のグッズを集めている。そのグッズの一部を『開運!なんでも鑑定団』に出品し、高評価を得た。
初めてのコレクションは小学5年生の頃母親に買ってもらった初代ゴジラで、小六の頃祖母に買ってもらったブルマァク・ゲゾラのソフビ人形と共にムックで紹介されている。

## エピソード
- 父・なべおさみは、各界に広い人脈を持っているらしく、替え玉事件の数日後に引退した千代の富士の断髪式に、やかんは参加した。また父を普段は「お父様」と呼んでいる（しあわせ家族計画に出場していた時にやかんは「お父様」とひたすら呼んだ）。
- クレープマニアでもあり、おいしくないクレープは「クレープに腰がない」と表現する。
- 1994年から現在まで、自身も含めてマニアックな特殊芸人たちが多数出演するお笑いライブ「嗚呼 お笑い 東洋・太平洋秘宝館タイトルマッチ」を主催している。
- 2008年から、上記ライブに出演しているWAHAHA本舗所属の芸人元氣安の異常な面白さについて、松沢呉一とともに気づき、彼が行うイベント「おいおい教」にプロデューサー的にかかわっている。
- 愛犬家であり犬猫のチャリティ基金を行なっている。フレンチブルドッグ、キャバリアの他、育児放棄された老犬のウィペットを飼っている。愛犬が亡くなった後、ペットロスから抜け出さない宣言をしている。
- 14歳の時に映画『ゴジラ』（1984年）でエキストラとして出演した[1][17]。やかんは顔馴染みの東宝宣伝部員から監督の橋本幸治を紹介されて出演に至ったといい、スケジュール表には「なべおさみの息子」と記されていた[18]。

## 担当番組
- 『キュピア〜HOLIDAY TV〜』（TOKYO MX） 『なべやかんのオタクザワールド』メイン司会。

3分間、コレクションをひたすら紹介していくコーナー。なぜかオフィシャルサイトでもブログでも一切その存在について触れられない。（土曜日27:30〜）
- 『深夜妄想族』（福島放送、2008年6月28日〜2014年3月21日 毎月第3金曜日25:25〜）

福島県のローカルバラエティ番組。メイン司会。
- 『吉田照美のやる気MANMAN!』（文化放送）「ようかんマンが行く」（14:00〜）の水曜日担当（担当期間は1995年4月5日〜2007年3月28日）。

『お助けマン』として出演する場合、ほとんどが体を張ったネタをやらされる。
- 『でる得スタジオ』（文化放送、2007年1月7日〜 日曜21:00-21:30、2007年4月2日〜12月31日 月曜日19:30-20:00）

やるマンを出ての初めてのメインパーソナリティ番組。
- 『ラジオ秘宝館』（エフエム茶笛、金曜日16:00〜）
- 『なべやかんのJスマイルライフ』（エフエム茶笛、日曜日16:00〜）[19]
- 『なべやかんのエンタメタイムボカン！』インターネットラジオ Klap 出演中。

フィギュアコレクションをネタに、マニアックなトークを展開。
- 『なべやかんのブヒブヒスパークタイム』（エフエム世田谷、2021年1月〜 木曜日23:00-24:00）
- 『やかんと和尚のやみなべ問答』（エフエム茶笛、2015年4月〜木曜日19:00）

## 出演

### 映画
- ゴジラ（1984年）新幹線の乗客 役〈エキストラ〉[2]
- 兜王ビートル（2005年）ナベヤ・カーン役
- ヅラ刑事（2006年）チビ刑事 役
- ギララの逆襲/洞爺湖サミット危機一発（2008年）防衛隊員5 役
- attitude（2008年）
- 猫ラーメン大将（2008年）特番司会者 役
- GOEMON（2009年）山賊 役
- Oh!透明人間（2010年）
- デスカッパ（2010年）（7役）
- 地球防衛未亡人（2014年）矢住大臣 役
- 大怪獣モノ（2016年）
- YARIMAN HUNTER（2022年11月25日公開、企画・原案:横須賀歌麻呂）[20][21] - R-18指定。
- 電エースカオス（2023年12月22日、エクストリーム）[22]

### テレビ
- 生きものばんざい（毎日放送）
- 北野ファンクラブ（フジテレビ）
- オールスター感謝祭（TBSテレビ）
- ウラまるカフェ（TBSテレビ）
- 人類滅亡と13のコント集（日本テレビ）
- ゲーマーズ甲子園（MONDO21）
- 〜裏ネタワイド〜 DEEPナイト （テレビ東京）
- 朝までたけし軍団（テレビ朝日）
- セレクションX（テレビ朝日）
- しくじり先生 俺みたいになるな!!（2015年8月17日、テレビ朝日）
- KinKi Kidsのブンブブーン（フジテレビ）

#### テレビドラマ
- 火曜サスペンス劇場（日本テレビ）
  - 「刑事・鬼貫八郎7・憎悪の化石」（1997年） - 西川に付くジムのスタッフ 役
  - 「弁護士・朝日岳之助11・笑わせても殺さない」（1998年） - 奥村昭太 役
  - 「追跡5」（1999年）
- 月曜ミステリー劇場 「早乙女千春の添乗報告書」 第13作「神戸・淡路湯けむりツアー殺人事件」（2003年1月6日、TBS） - 岩波秀男 役
- 夜桜お染 第2話「金の仏像」（2003年10月21日、フジテレビ）
- 漫画喫茶都市伝説 呪いのマンナさん（2008年、BS-i） - メイド喫茶の客 役
- 玉川区役所 OF THE DEAD 第4話（2014年、テレビ東京）- 客引き 役
- 武蔵忍法伝 忍者烈風（2015年、TOKYO MX） - 監督、撮影、出演（谷風利九 役）
- 妖ばなし（2017年、TOKYO MX） - 監督、撮影、出演（第7話 なべやかん 役、第16話 通行人 役）
- 静おばあちゃんにおまかせ（2018年、テレビ朝日） - 鶴見浩久 役

### ビデオ
- 実写版まいっちんぐマチコ先生 Let's 臨海学校（2003年） - 福島先生 役
- まぼろしパンティVSへんちんポコイダー（2004年、TMC） - へんちんポコイダー役
- 電エースキック（2019年、リバートップ）
  - 電エースウェディング（2020年、リバートップ）　※電エースキックの結末差し替えバージョン

### DVD
- ゴジラ FINAL WARS 特典映像（協力、2005年）
- 世界最強虫王決定戦シリーズ（実況解説担当、2008年）
- 嗚呼、涙のハードコアお笑い劇場（出演、2008年）

### 舞台
- SENTRAL PRODUCE「逆転満塁サヨナラ、またね。」（2024年）[23]

## 著書
- 鉄腕なべやかんのお笑い筋肉の達人―“替え玉”から“世界チャンピオン”を狙うまで（青春出版社 2002年）
- なべやかんの怪獣コレクター生態学 コレクターという病　（彩流社　2012年）
- クソ芸人からのチャンピオン 進化する挑戦者として（さくら舎　2025年）

## その他
- コレクターを対象とした雑誌『月刊キュリオマガジン』（彩流社発行　フジインターナショナルミント編集）に、自身が収集するソフビ人形や映画プロップを紹介する内容の「怪獣考古学講座」を連載中。